# ورزشگاه ویباوا موکتی

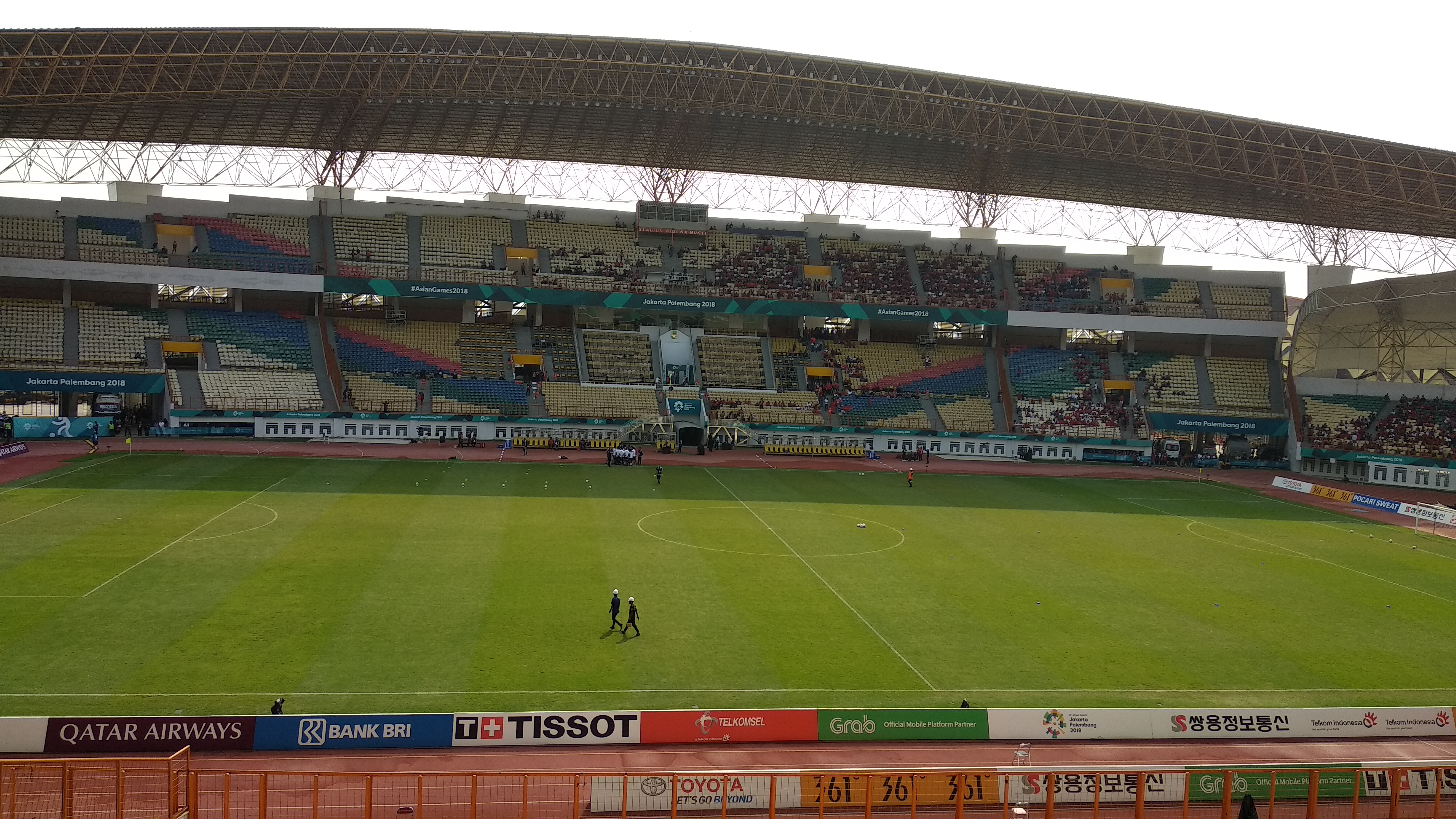
ورزشگاه ویباوا موکتی

ورزشگاه ویباوا موکتی (انگلیسی: Wibawa Mukti Stadium) یک ورزشگاه در شهر کیکارانگ، اندونزی است.
این ورزشگاه که در سال ۲۰۱۴ تأسیس شده دارای ۲۸٬۷۷۸ نفر ظرفیت می‌باشد.